# Степовий пастернак запашний
Степовий пастернак запашний, малабайла пахуча (Malabaila graveolens) — вид рослин з родини окружкових (Apiaceae), поширений у Лівані, Сирії, південно-східній Європі.

## Опис
Багаторічна рослина заввишки 50–100 см. Стебло ребристе, м'яко запушене сіруватими відстовбурченими волосками. Листки перисторозсічені, нижні на черешку, з довгасто-яйцеподібними глибоко-лопатевими або надрізаними нерівно-бокими біля основи, клиноподібними, пильчато-зубчастими часточками; верхні листки скорочені до піхв. Центральний зонтик ≈ 10 см в діаметрі, з 10–27 променями, бічні дрібніші. Плоди 6–7 мм довжиною, зі щільними широкими крайовими ребрами.

## Поширення
Поширений у Лівані, Сирії, південно-східній Європі (Молдова, Україна, Болгарія, Греція, Македонія, Румунія).
В Україні вид зростає на сухих степових схилах, галявинах — півд. ч. Лісостепу, зрідка; в Степу, в Криму, нерідко.